# Згарта
Згарта (араб. زغرتا) — місто на північному заході Ліван, на території провінції Північний Ліван. Адміністративний центр однойменного району.

## Географія
Місто розташоване в західній частині провінції, на відстані приблизно 5 кілометрів на південний схід від містаТриполі та на відстані 65 кілометрів на північний північний схід (NNE) від столиці країни Бейрута. Абсолютна висота — 129 метрів над рівнем моря.

## Населення
За оцінками 2013 року чисельність населення міста становила 11 439 осіб.

## Історія
Рівнина, на якій розташоване місто була заселена людиною вже в епоху неоліту. Про це свідчать виявлені в околицях Згарти предмети, пов'язані з Караунскою культурою. 

2007 року, під час Другої ліванської війни, у місті знайшли притулок тисячі шиїтських біженців, які втекли з охопленого конфліктом півдня країни.

## Транспорт
Найближчий аеропорт розташований в місті Триполі.

## Відомі уродженці
- Сулейман Франж'є — 11-й президент Лівану.
- Рене Моавад — 13-й президент Лівану.